# Natasha David
Natasha Giselle David (Córdoba, 4 ottobre 1991) è un'ex cestista argentina con cittadinanza italiana.

## Carriera
Ala grande-centro di 190 cm, ha giocato in Serie A1 con Pozzuoli e Chieti.

## Palmarès
- Campionato italiano di Serie A2: 1
CUS Chieti: 2011-12